# Libertad
Libertad (укр. Свобода) — другий студійний альбом рок-гурту Velvet Revolver, що вийшов у 2007 році.

## Історія створення
Libertad став другим студійним альбомом супергурту Velvet Revolver, створеного колишніми музикантами Guns N' Roses та Stone Temple Pilots. Попередня робота, дебютна платівка Contraband, вийшла у 2004 році й стала доволі комерційно успішною, опинившись на верхівці чарту Billboard 200. Всього було продано понад три мільйони примірників, а головний сингл «Slither» приніс гурту нагороду «Греммі».
В проміжку між альбомами гурт багато гастролював. Музикантам також довелось зіткнутись із персональними проблемами: вокаліст Скотт Вейланд, який і сам багато лікувався від наркотичної залежності, втратив брата через передозування. Для другої платівки було обрано іншого продюсера, Брендана О'Браяна, що працював з Вейландом в Stone Temple Pilots. Спочатку музиканти хотіли написати концептуальний альбом, проте згодом відмовились від цієї ідеї. Назва альбому Libertad — що іспанською означає «Свобода» — з'явилась в останній момент, після того, як Дафф Маккаган прийшов на репетицію в футболці з таким написом, а Слеш знайшов монету з цими ж словами. За словами Вейланда, «Відчуття, енергія Libertad — це про нескінчену боротьбу за свободу, персональну на соціальну».

## Вихід альбому
Музичні критики стриманно сприйняли другу платівку лос-анджелеського супергурту. В журналі Rolling Stone вона отримала три з половиною зірки від Девіда Фріке, який назвав Velvet Revolver «винятковим актом непокори», кращім за молоді панківські та емо-гурти, та виділив сумні й щирі тексти Вейланда. В Entertainment Weekly вихід жорсткого хард-рокового альбому назвали «добрими новинами», а єдиним розчаруванням платівки — кавер-версію пісні ELO «Can't Get It Out of My Head». Стівен Томас Ерлвайн (AllMusic) звернув увагу на те, що музиканти нібито грають самі по собі, і стиль Вейланда не дуже пасує іншим виконавцям. На сайті Blabbermouth також звернули увагу, що Вейланд занадто «тягне ковдру на себе», через що Libertad вийшов більш «попсовим», аніж попередній альбом.

Платівка дебютувала на п'ятому місці американського чарту із 92 тисячами примірників проданих за перший тиждень. Ці цифри стали набагато гіршими за показники дебютного альбому, який потрапив на вершину хіт-параду Billboard 200. Згодом стало зрозуміло, що продажі не відповідають очікуванням ані самих музикантів, ані компанії звукозапису. В середині 2008 року Вейланд пішов з гурту, а в кінці року лейбл RCA Record відмовився продовжувати контракт з Velvet Revolver. Попри поодиноке возз'єднання музикантів на початку 2010-х років, альбом так і залишився для гурту останнім, тим більш що у 2015 році Скотт Вейланд помер під час сольного турне. 

## Список пісень
Автор слів Скотт Вейланд, автори музики Вейланд, Слеш, Маккаган, Сорум, Кушнер, окрім зазначених пісень. 
| #     | Назва                                                               | Автор      | Тривалість |
| ----- | ------------------------------------------------------------------- | ---------- | ---------- |
| 1.    | «Let It Roll»                                                       |            | 2:32       |
| 2.    | «She Mine»                                                          |            | 3:24       |
| 3.    | «Get Out the Door»                                                  |            | 3:14       |
| 4.    | «She Builds Quick Machines»                                         |            | 4:03       |
| 5.    | «The Last Fight»                                                    |            | 4:03       |
| 6.    | «Pills, Demons & Etc.»                                              |            | 2:54       |
| 7.    | «American Man»                                                      |            | 3:56       |
| 8.    | «Mary Mary»                                                         |            | 4:33       |
| 9.    | «Just Sixteen»                                                      |            | 3:58       |
| 10.   | «Can't Get It Out of My Head» (кавер Electric Light Orchestra)      | Джефф Лінн | 3:57       |
| 11.   | «For a Brother»                                                     |            | 3:26       |
| 12.   | «Spay»                                                              |            | 3:06       |
| 13.   | «Gravedancer» (містить схований трек «Don't Drop That Dime» з 4:40) |            | 8:42       |
| 51:48 |                                                                     |            |            |

| Розширена версія | Розширена версія                                             | Розширена версія |
| #                | Назва                                                        | Тривалість       |
| ---------------- | ------------------------------------------------------------ | ---------------- |
| 14.              | «Re-Evolution: Making of Libertad» (позакадрове фільмування) | 10:13            |
| 62:01            |                                                              |                  |

## Учасники запису
| Velvet Revolver - Скотт Вейланд — вокал, клавішні - Слеш — соло- і ритм-гітари, акустична гітара - Дафф Маккаган — бас-гітара, бек-вокал - Метт Сорум — барабани, перкусія, бек-вокал - Дейв Кушнер — ритм-гітара | Технічний персонал - Брендан О'Браєн — продюсування, зведення - Боб Людвіг — майстеринг - Біллі Бауерс — додатковий інжиніринг - Дуглас Грін — додатковий інжиніринг - Рокко Гуаріно — відеорежисер | Помічники при зведенні - Гленн Піттман - Кевін Міллс - Метт Серречіо - Том Сировскі - Том Теплі |

## Місця в чартах
| Чарт (2007)                                          | Найвища позиція position |
| ---------------------------------------------------- | ------------------------ |
| Австралія Australian Albums (ARIA)                   | 10                       |
| Австрія Austrian Albums (Ö3 Austria)                 | 22                       |
| Бельгія Belgian Albums (Ultratop Wallonia)           | 62                       |
| Канада Canadian Albums (Billboard)                   | 2                        |
| Данія Danish Albums (Hitlisten)                      | 27                       |
| Нідерланди Dutch Albums (MegaCharts)                 | 34                       |
| Фінляндія Finnish Albums (Suomen virallinen lista)   | 4                        |
| Франція French Albums (SNEP)                         | 66                       |
| Німеччина German Albums (Offizielle Top 100)         | 36                       |
| Ірландія Irish Albums (IRMA)                         | 7                        |
| Італія Italian Albums (FIMI)                         | 13                       |
| Мексика Mexican Albums (Top 100 Mexico)              | 19                       |
| Нова Зеландія New Zealand Albums (Recorded Music NZ) | 3                        |
| Норвегія Norwegian Albums (VG-lista)                 | 14                       |
| Шотландія Scottish Albums (OCC)                      | 3                        |
| Іспанія Spanish Albums (PROMUSICAE)                  | 44                       |
| Швеція Swedish Albums (Sverigetopplistan)            | 14                       |
| Швейцарія Swiss Albums (Schweizer Hitparade)         | 21                       |
| Велика Британія UK Albums (OCC)                      | 6                        |
| США Billboard 200                                    | 5                        |

## Сертифікація
| Регіон                                             | Сертифікація | Продажі |
| -------------------------------------------------- | ------------ | ------- |
| Канада (Music Canada)                              | Золотий      | 50 000^ |
| Велика Британія (BPI)                              | Срібний      | 60 000^ |
| ^відвантаження, що базуються лише на сертифікаціях |              |         |